# Centrolene ballux
Centrolene ballux (Duellman & Burrowes, 1989) è un anfibio anuro appartenente alla famiglia Centrolenidae.

## Descrizione
I maschi adulti misurano generalmente da 19,2 a 22,2 mm, mentre le femmine misurano da 21,0 a 23,3 mm.

## Distribuzione e habitat
Questa specie è endemica della Colombia e dell'Ecuador, vive nelle foreste montane e nei fiumi compresi fra 1700 e 2010 metri d'altitudine.

## Conservazione
L'IUCN classifica la specie come in pericolo critico, probabilmente a causa della distruzione dell'habitat.